# Valtin Hermann
Valtin Hermann, zeitgenössisch Herman († um 1575) war ein frühneuzeitlicher Hammerherr, der das Hammerwerk in Niederauerbach, einen Vorläufer des späteren Messingwerks Niederauerbach, besaß und es in der Reformationszeit zur Blüte führte.

## Leben
Zu Beginn der 1530er Jahre kaufte Valtin Hermann den Hammer in Niederauerbach dem Vorbesitzer Peter Mülich ab. Am Sonnabend nach Misericordias 1534 wurde Hermann in Auerbach/Vogtl. vom damaligen Grundherrn Hans von der Planitz mit dem Hammerwerk und allen damit verbundenen Rechten und Gerechtigkeiten, einschließlich Fischerei und  Hasenjagd, belehnt. Die Belehnung erneuerten am 20. Dezember 1535 Georg und Balthasar Edle von der Planitz, die beiden Söhne des verstorbenen Hans von der Planitz für sich und in Vormundschaft ihrer zwei jüngeren Brüder Sebald und Hans Friedrich. Die Belehnung wurde 1549 von Balthasar Friedrich von der Planitz erneuert. Unter Hermanns Leitung entwickelte sich der Hammer Niederauerbach zu einem wichtigen Wirtschaftsfaktor in der Region.
1562 wollte Herman den Hammer an Matthes Daubenest aus Scheibenberg verkaufen und sich zur Ruhe setzten. Dazu kam es jedoch nicht und erst der Verkauf an Lorenz Fritzsch gelang, dessen Sohn Adam Fritzsch dann 1584 damit belehnt wurde. Wegen Schulden musste Fritzsch den Hammer bereits 1589 wieder abgeben. Neuer Besitzer wurde Valtins Sohn Caspar Hermann, der in die Fußstapfen seines Vaters trat. Aber auch er konnte die Schulden, die auf dem Hammer lasteten, nicht tilgen und musste das Hammerwerk 1593 dem kursächsischen Floßmeister Peter Ficker überlassen, der daraus das Messingwerk Niederauerbach entwickelte, das bis in das 20. Jahrhundert bestand.